# Секст Фурій Медуллін Фуз
Секст Фу́рій Медуллі́н Фуз (лат. Sextus Furius Medullinus Fusus, V століття до н. е.) — політичний, державний і військовий діяч часів ранньої Римської республіки, консул 488 року до н. е.

## Життєпис
Походив з відомого патриціанського роду Фуріїв. Про нього в джерелах вкрай мало відомостей.
У 488 році до н. е. його було обрано консулом разом з Спурієм Навцієм Рутілом. Під час цього консулату проти Римської республіки виступили вольски, яким допомагав Гней Марцій Коріолан. Утім римські війська не змогли ефективно протидіяти ворогові, Спурій Навцій Рутіл був змушений відступити до Риму. Ймовірно в цей час Секст Фурій займався справами в Римі, у бойових діях участі не брав. Коріолан обложив місто, консули організували його оборону, але плебеї просили їх почати мирні переговори. Сенат направив посланців до Коріолана шукати миру, але без успіху. Однак незабаром після цього його мати Верірія та його дружина Волюмнія переконали Коріолана зняти облогу і війна закінчилася.
З того часу про подальшу долю Секста Фурія Медулліна Фуза згадок немає.